# Wereldkampioenschappen boksen 1995
De wereldkampioenschappen boksen 1995 vonden plaats van 4 tot en met 15 mei 1995 in Berlijn, Duitsland. Het toernooi werd onder auspiciën van  AIBA georganiseerd en was de achtste editie van de Wereldkampioenschappen boksen voor mannen.

## Medailles
| Gewichtsklasse                | Goud                  | Zilver               | Brons                            |
| ----------------------------- | --------------------- | -------------------- | -------------------------------- |
| Lichtvlieggewicht (– 48 kg)   | Daniel Petrov         | Bernard Inom         | Hamid Berhili Juan Ramírez       |
| Vlieggewicht (– 51 kg)        | Zoltan Lunka          | Bulat Jumadilov      | Raúl Gonzáles Joni Turunen       |
| Bantamgewicht (– 54 kg)       | Raimkul Malakhbekov   | Robert Ciba          | Dirk Krüger Artur Mikaelyan      |
| Vedergewicht (– 57 kg)        | Serafim Todorov       | Noureddine Medjehoud | Vitas Bičiulaitis Falk Huste     |
| Lichtgewicht (– 60 kg)        | Leonard Doroftei      | Bruno Wartelle       | Marco Rudolph Pablo Rojas        |
| Halfweltergewicht (– 63,5 kg) | Héctor Vinent         | Nurhan Süleymanoglu  | Radoslav Suslekov Oktay Urkal    |
| Weltergewicht (– 67 kg)       | Juan Hernández Sierra | Oleg Saitov          | Nariman Atayev Andreas Otto      |
| Halfmiddengewicht (– 71 kg)   | Francisc Vastag       | Alfredo Duvergel     | Slaviša Popović Markus Beyer     |
| Middengewicht (– 75 kg)       | Ariel Hernández       | Tomasz Borowski      | Mohamed Mesbahi Dilshod Yarbekov |
| Halfzwaargewicht (– 81 kg)    | Antonio Tarver        | Dihosuany Vega       | Thomas Ulrich Vassili Jirov      |
| Zwaargewicht (– 91 kg)        | Félix Savón           | Luan Krasniqi        | Christophe Mendy Sinan Şamil Sam |
| Superzwaargewicht (+ 91 kg)   | Alexei Lezin          | Vitali Klitschko     | René Monse Lawrence Clay-Bey     |

## Medaillespiegel
| Plaats | Land             | Goud | Zilver | Brons | Totaal |
| 1      | Cuba             | 4    | 2      | 3     | 9      |
| 2      | Rusland          | 2    | 1      | 0     | 3      |
| 3      | Bulgarije        | 2    | 0      | 1     | 3      |
| 4      | Roemenië         | 2    | 0      | 0     | 2      |
| 5      | Duitsland        | 1    | 1      | 8     | 10     |
| 6      | Verenigde Staten | 1    | 0      | 1     | 2      |
| 7      | Frankrijk        | 0    | 2      | 1     | 3      |
| 8      | Polen            | 0    | 2      | 0     | 2      |
| 9      | Kazachstan       | 0    | 1      | 1     | 2      |
| 9      | Turkije          | 0    | 1      | 1     | 2      |
| 11     | Algerije         | 0    | 1      | 0     | 1      |
| 11     | Oekraïne         | 0    | 1      | 0     | 1      |
| 13     | Litouwen         | 0    | 0      | 2     | 2      |
| 13     | Marokko          | 0    | 0      | 2     | 2      |
| 20     | Armenië          | 0    | 0      | 1     | 1      |
| 20     | Finland          | 0    | 0      | 1     | 1      |
| 20     | Joegoslavië      | 0    | 0      | 1     | 1      |
| 20     | Oezbekistan      | 0    | 0      | 1     | 1      |
| Totaal | Totaal           | 12   | 12     | 24    | 48     |